# چات‌کویو (سنان‌پاشا)
چات‌کویو (به ترکی استانبولی: Çatkuyu) یک منطقهٔ مسکونی در ترکیه است که در سنان‌پاشا واقع شده‌است.